# Prali
Prali (bis 1937 Praly; okzitanisch Praal) ist eine hochalpine Gemeinde im Valle Germanasca in der italienischen Metropolitanstadt Turin (TO), Region Piemont. 

## Lage und Einwohner
Prali liegt in den Cottischen Alpen nahe der Grenze zu Frankreich, 80 km südwestlich von Turin.
Valle Germanasca ist ein Seitental des Val Chisone (französ. Val Cluson) und eines der drei Waldensertäler, wo die vorreformatorische Laienbewegung der Waldenser, mit ihrem Zentrum in Torre Pellice, ihr Rückzugsgebiet hatte.
Das Gemeindegebiet von Prali umfasst eine Fläche von 72 km² und hat 257 Einwohner (Stand 31. Dezember 2023). Zur Gemeinde zählen die Fraktionen (Frazioni) Campo del Clot, Ciai, Cugno, Ghigo (Hauptort), Giordano, Indritti, Malzat, Orgiere, Pomeifrè, Pomieri, Ribba, Rodoretto und Villa.
Die Nachbargemeinden sind:
- im Germanasca (talabwärts) Salza di Pinerolo und Perrero
- im Haupttal (nördlich der Bergkette) Pragelato (französ. Pragela) und Sauze di Cesana
- im Valle Pellice (südliches Paralleltal) Angrogna sowie Bobbio Pellice und Villar Pellice
- jenseits der französischen Grenze Abriès-Ristolas mit Abriès im  Département Hautes-Alpes.

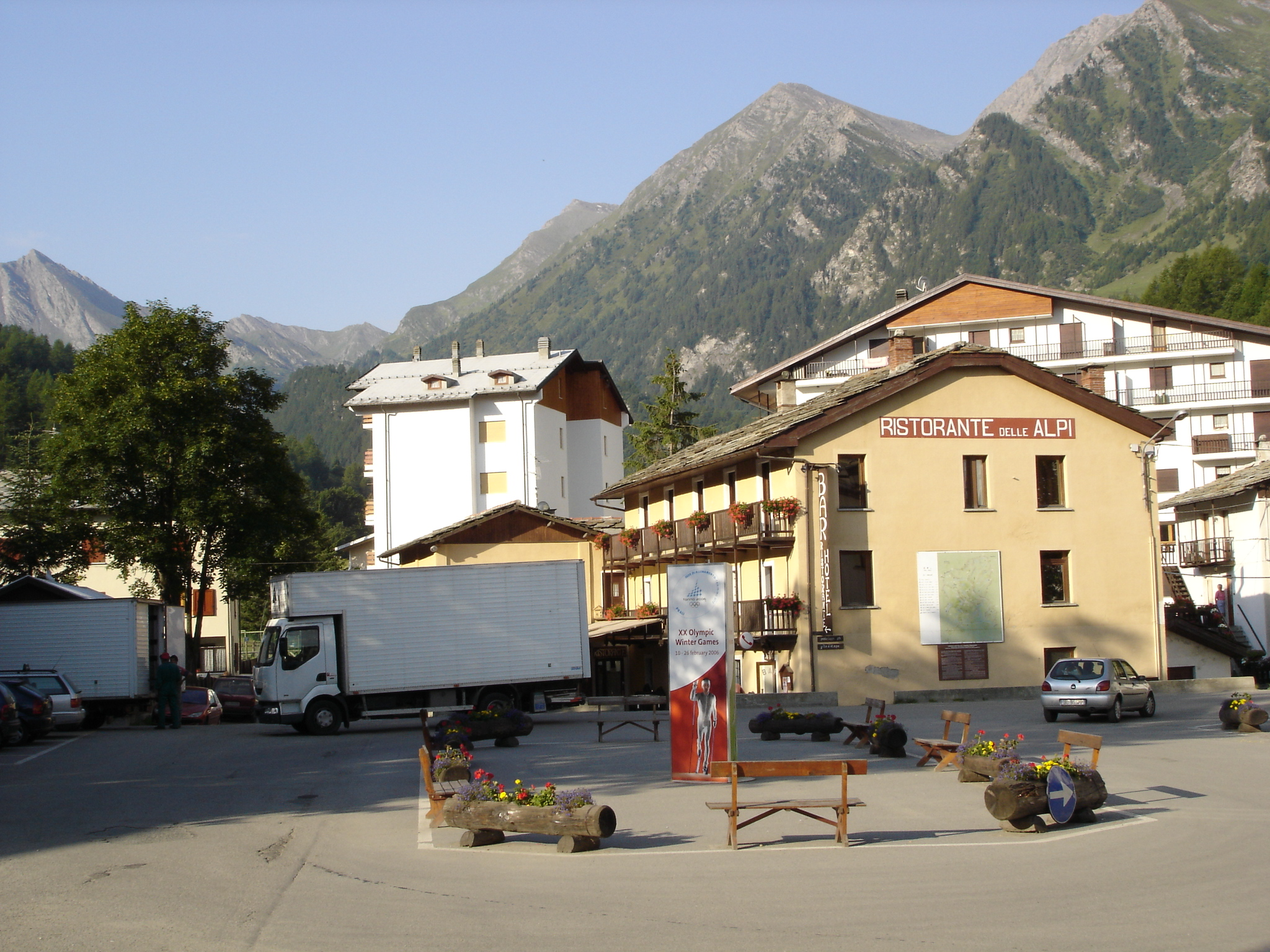
Ortsteil Ghigo, nahe dem Talschluss an der französischen Grenze

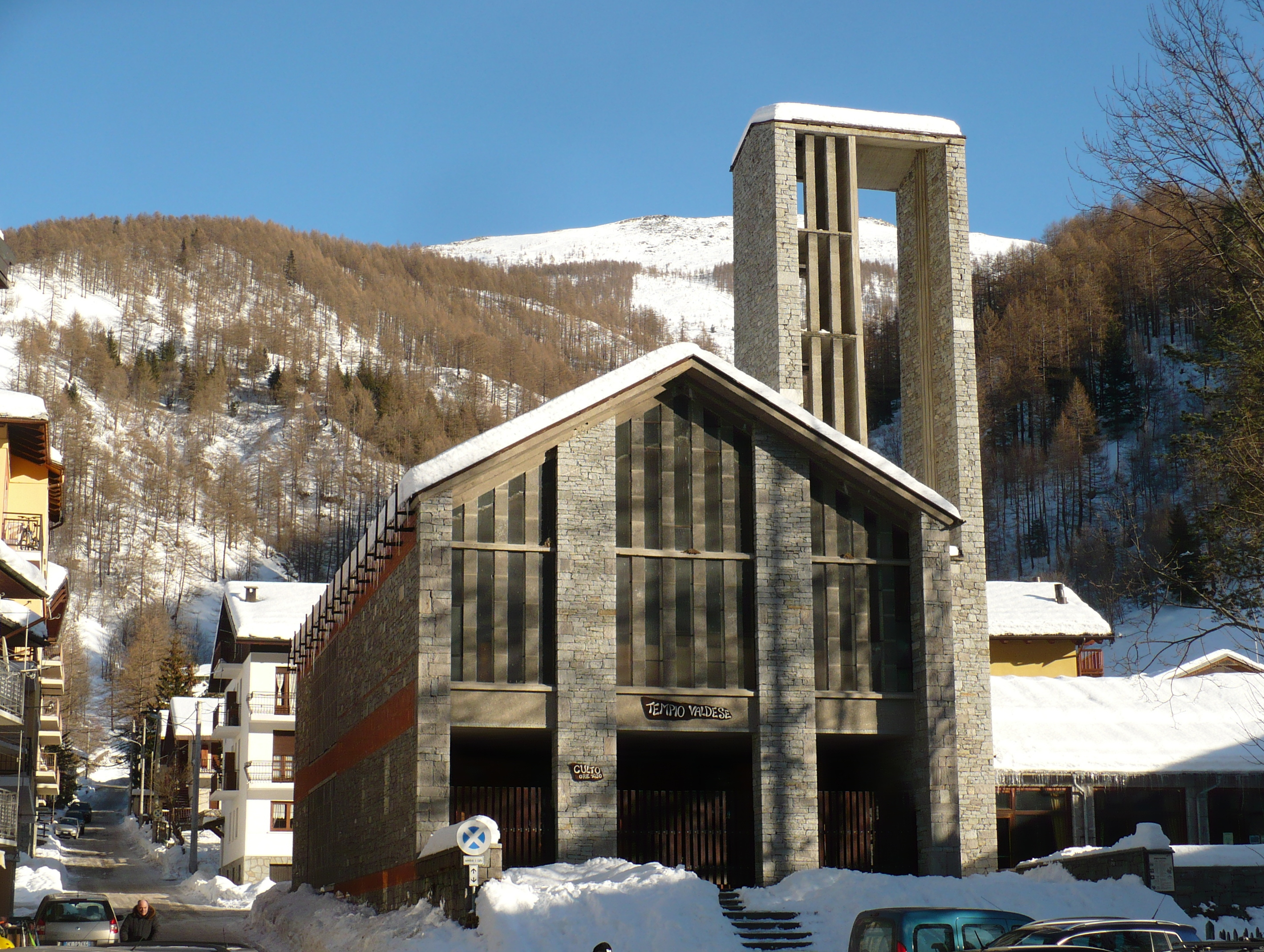
Die Neue Waldenserkirche

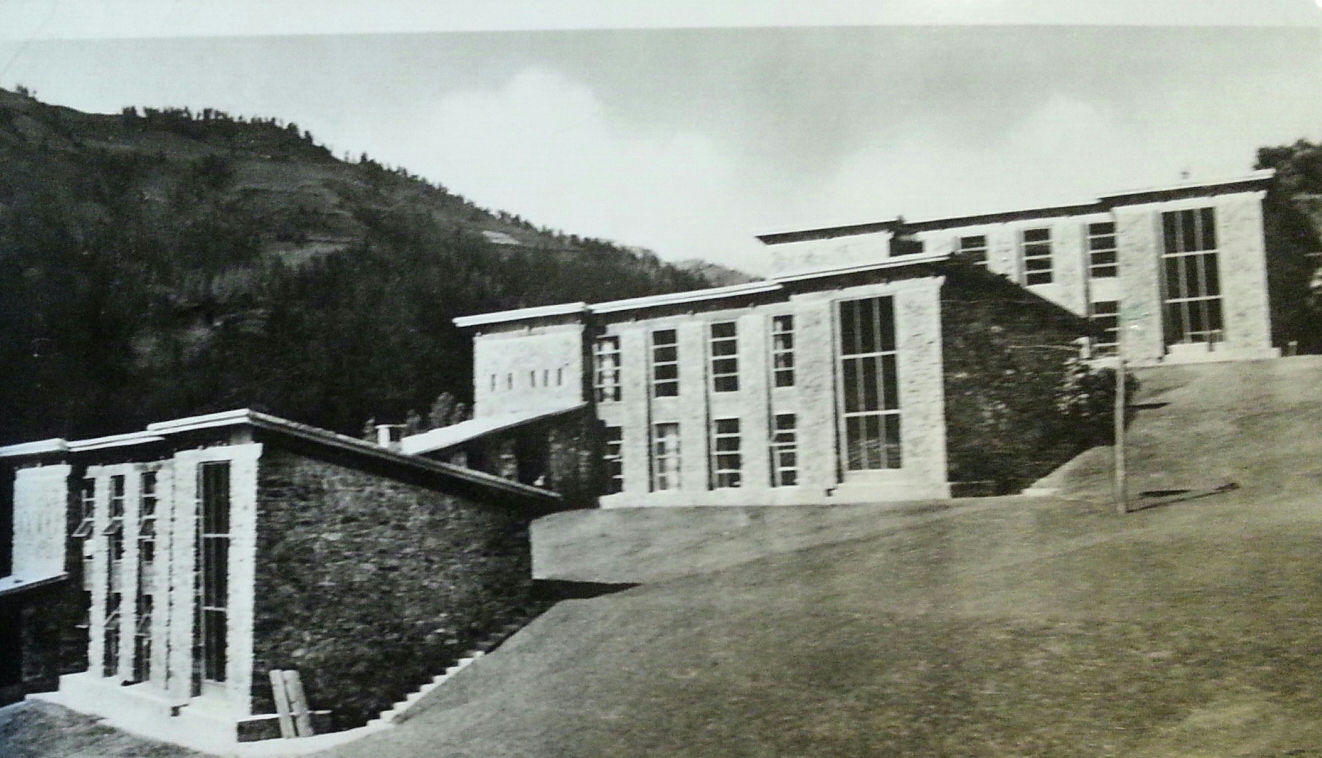
Ökumenisches Begegnungszentrum Agape, 1958

## Sehenswürdigkeiten
Durch die im Ort befindliche Seilbahn ist der Ort bei Skisportlern beliebt und eröffnet gute Wandermöglichkeiten in den Cottischen Alpen und zu den gut erreichbaren Gipfeln, wie den Berg Punta Cornour.
Nahe Prali befindet sich das 1946 vom Waldenserpfarrer Tullio Vinay gegründete ökumenische Begegnungszentrum Agape, geplant vom Architekten Leonardo Ricci. Auf ihre Initiative geht auch der Bau des Diakoniezentrums Monte degli Ulivi im sizilianischen Riesi zurück.

## Gemeindepartnerschaft
- Abriès,  Frankreich

## Religion
Neben der Waldenserkirche im Ortsteil Ghigo, die zur Evangelischen Waldenserkirche gehört, gibt es in Prali zwei katholische Pfarreien des Bistums Pinerolo: St. Johannes der Täufer (San Giovanni Battista) für den Kernort und Ghigo sowie St. Laurentius (San Lorenzo) für den Ortsteil Rodoretto.